# Barrio de Pizarrales
El Barrio de Pizarrales es uno de los barrios que conforman la ciudad de Salamanca, España, situándose en la parte oeste de la misma.

## Demografía
El barrio de Pizarrales contaba en 2014 con una población de 8.209 habitantes, de los cuales 3.868 eran hombres y 4.341 mujeres, lo que suponía el 5'6% del total poblacional del municipio de Salamanca.

## Delimitación
Su arteria principal es la carretera de Ledesma, teniendo por el sur sus límites en la glorieta de Ramiro II de León y la avenida Alfonso XI. Por el oeste el cementerio de Salamanca marca el límite del barrio, que tiene su delimitación por el norte en las avenidas de Carmen Martín Gaite y Alfonso Sánchez Montero. Por el este las calles Félix de Montemar y Alfareros marcan la separación con el Barrio Blanco, mientras que las calles San Pedro, Moral y Mediterráneo separan Pizarrales del barrio de El Carmen, que prácticamente se considera una prolongación de Pizarrales.

## Orígenes
Los orígenes del barrio se sitúan a inicios del siglo XX, cuando se fueron construyendo una serie de viviendas sin orden urbanístico alguno en un teso situado en el camino de Salamanca a Villamayor. En 1916 se construyó en el barrio la iglesia vieja de Pizarrales, mientras que en 1917 se constituyó la Sociedad de Socorros Mutuos, y en 1918 se instauró una primera escuela, estableciéndose en 1920 un puesto de la Guardia Civil. Por su parte, en los años 70 del siglo XX, comienza a cambiarse la fisonomía de Pizarrales, cuyas típicas casas bajas se van viendo sustituidas paulatinamente por bloques de viviendas.

## Monumentos
- Iglesia vieja de Pizarrales. Fue construida en 1916, contando con una hermosa espadaña. Dicha espadaña, perteneció anteriormente a la Ermita de la Misericordia de Salamanca, estando atribuida su obra a García de Quiñones.
- Monumento al obrero. Fue erigido en 1999, situándose delante de la iglesia vieja de Pizarrales.
- Monumento al tamborilero. Fue erigido en 1986 en bronce, situándose en la Plaza de Baleares.

## Transporte
Tres líneas de autobús urbano operan en el barrio de Pizarrales:
| Línea | Terminales                          | Frecuencia (L-V) | Frecuencia (Sáb) | Frecuencia (D) |
| ----- | ----------------------------------- | ---------------- | ---------------- | -------------- |
| 2     | Pizarrales - San Julián             | 15 min           | 20 min           | 30 min         |
| 4     | Cementerio - Puente Ladrillo        | 10 min           | 10 min           | 20 min         |
| 15    | Capuchinos - Hospital Universitario | 20 min           | 20 min           | 30 min         |